# Polygala macrostigma
Polygala macrostigma är en jungfrulinsväxtart som beskrevs av Chod.. Polygala macrostigma ingår i släktet jungfrulinssläktet, och familjen jungfrulinsväxter. Inga underarter finns listade i Catalogue of Life.